# スラムドッグス
『スラムドッグス』（原題：Strays）は、2023年のコメディ映画。監督はジョシュ・グリーンバウム。
捨てられた犬たちが飼い主に復讐を企てる姿を描く。フィル・ロード&クリス・ミラー製作。

## ストーリー
ボーダー・テリアのレジーはある日、飼い主のダグに家から遠く離れた原野に捨てられてしまう。
ピュアなレジーはこれが投げられたボールを取りに行く、いつものゲームだと信じて疑わず、家を目指してさまよっていたが、そこで野良犬のリーダー的存在のボストン・テリアのバグと出会い、自分が捨てられたことを知る。
大好きな飼い主のダグが最低なヤツだということを知ったレジーはダグへの復讐を決意、バグとその仲間と共に珍道中を繰り広げながら街を目指す。

## キャスト
※括弧内は日本語吹替。
- ダグ：ウィル・フォーテ（森川智之[6]）
- ウィリー：ブレット・ゲルマン（佐々木祐介）
- ドクター・ハーゲン：ダン・ペロー
- バードウォッチャー：デニス・クエイド（大塚明夫）
- キャシー：ティナシー・カジェセ（田村睦心）
- ジェナ：チャリティー・セルバンテス（櫻庭有紗）
- カーリー：ヘディ・ナセル（依田菜津）
- ジェームズ：デクスター・マスランド（白石兼斗）
- スティーブ：キース・ブルックス（武田太一）
- エマ：エイヴン・ロッツ（陶山恵実里）
- ライリー：ミケイラ・ルソー（千本木彩花）

声の出演
- レジー（ボーダー・テリア）：ウィル・フェレル（秋山竜次[6]）
- バグ（ボストン・テリア）：ジェイミー・フォックス（森久保祥太郎[6]）
- マギー（オーストラリアン・シェパード）：アイラ・フィッシャー（マギー[6]）
- ハンター（グレート・デーン）：ランドール・パーク（津田健次郎[6]）
- ロルフ：ロブ・リグル（檜山修之）
- フィン：ジミー・タトロ（落合弘治）
- バブジー：フィル・モリス（佐藤せつじ）
- シットスタイン：ハーヴィー・ギレン
- チェスター：ジェイミー・デメトリウ（こばたけまさふみ）
- ドローレス：ソフィア・ベルガラ（杏寺円花）
- ベラ：グレタ・リー（川井田夏海）
- ガス / ナレーター：ジョシュ・ギャッド（高木渉）